# ویاچسلاو دومانی
ویاچسلاو دومانی (روسی: Вячеслав Григорьевич Домани؛ ۲ مهٔ ۱۹۴۷ – ۴ فوریهٔ ۱۹۹۶) بازیکن والیبال اهل روسیه بود.